# Izrojena porazdelitev
Izrojêna ali degenerírana porazdelítev je verjetnostna porazdelitev slučajne spremenljivke, ki ima vedno enako vrednost. Zgleda za takšno porazdelitev sta na primer kovanec z dvema glavama ali igralna kocka, ki vedno pade na šestico. Navidez porazdelitev ni naključna, vendar zadovoljuje določitvi slučajne spremenljivke.
Območje izrojene porazdelitve je omejeno na okolico točke x na realni premici. Vse primere na tej strani se obravnava v okolici točke 0.
Zbirna porazdelitvena funkcija izrojene porazdelitve je Heavisidova skočna funkcija:
{\displaystyle \Theta _{0}(x)=\left\{{\begin{matrix}1,&{\mbox{ pri }}x\geq 0\\0,&{\mbox{ pri }}x<0\end{matrix}}\right.\!\,.}
Kot nezvezna porazdelitev je izrojena porazdelitev brez gostote verjetnosti. Prav zaradi tega je Dirac uvedel Diracovo porazdelitveno funkcijo δ(x). Navidezno protislovje je razrešil Laurent Schwartz z uvedbo teorije porazdelitev.
Beseda porazdelitev ima lahko na nesrečo različne pomene. Pomen, ki ji ga je pridal Schwarz v svoji teoriji, ni enak pomenu porazdelitve v teoriji verjetnosti.